# Mycalesis khasia
Mycalesis khasia är en fjärilsart som beskrevs av Evans 1912. Mycalesis khasia ingår i släktet Mycalesis och familjen praktfjärilar. Inga underarter finns listade i Catalogue of Life.